# Apolpium ecuadorense
Espèce
Apolpium ecuadorense est une espèce de pseudoscorpions de la famille des Hesperolpiidae.

## Distribution
Cette espèce se rencontre en Équateur et au Brésil.

## Description
La femelle holotype mesure 0,85 mm.

## Étymologie
Son nom d'espèce, composé de ecuador et du suffixe latin -ense, « qui vit dans, qui habite », lui a été donné en référence au lieu de sa découverte, l'Équateur.

## Publication originale
- Hoff, 1945 : New neotropical Diplosphyronida (Chelonethida). American Museum Novitates, no 1288, p. 1-17 (texte intégral).